# 瓦羅奇里省
瓦羅奇里省（西班牙語：Provincia de Huarochirí），是秘魯的省份，位於該國中南部利馬大區，首府是馬圖卡納，海拔高度2,378米，面積5,657平方公里，2007年人口72,845，人口密度每平方公里12.87人。
11°50′41″S 76°23′02″W / 11.844682°S 76.383777°W